# Teupin Peuraho (Meureudu)
Teupin Peuraho is een bestuurslaag in het regentschap Pidie Jaya van de provincie Atjeh, Indonesië. Teupin Peuraho telt 747 inwoners (volkstelling 2010).